# Azul força aérea
O Azul força aérea é uma variação de azul. É usado por várias forças aéreas para identificação.

## Azul RAF
O Azul força aérea ou Azul RAF é um tom médio da cor azul. O tom vem dos uniformes azul claro entregues à recém formada Royal Air Force em 1920, que influenciaram os uniformes de outras forças aéreas em todo o mundo. Tons similares ainda são usados no Uniforme da Royal Air Force e na Insígnia da Royal Air Force.
A escolha de uniformes azuis para a RAF é resultado de um superavit de sarja azul céu no Reino Unido, que se tinha como destino os uniformes da cavalaria imperial da Rússia Czarista, antes de eclodir a Revolução Russa.
A simbologia vexilológica da insígnia da RAF é designada de "NATO stock no. 8305-99-130-4578, Pantone 549C."

Insígnia da Royal Air Force. Flag ratio: 1:2

O tom mostrado na infobox da cor é azul força aérea. Muitas forças aéreas usam tons que se parecem muito à cor mostrada acima, incluindo a Royal Air Force do Reino Unido e outras nações da Commonwealth habitadas principalmente por pessoas com ancestrais Anglo-Saxões.

### Azul da força aérea americana
O azul da Força Aérea dos Estados Unidos está descrito no Federal Standard 595.

### Azul AFAEU
A Academia da Força Aérea dos Estados Unidos usa um tom de azul em particular, com uma diferença subtil em relação ao da Força Aérea, no seu vestuário e na sua insígnia, descrito como azul AFAEU na documentação oficial.

### Outras variações de Azul força aérea
Outras forças aéreas de outras nações da Commonwealth, tais como a Força Aérea Indiana, a Força Aérea do Paquistão e a Força Aérea da África do Sul, ou de outras F.A. fora da Commonwealth, tais como a Força Aérea dos Estados Unidos, a Força Aérea da França, a Força Aérea da Alemanha, usam por exemplo uma larga variedade de tons mais brilhantes, mais claros ou mais escuros deste azul que se podem diferenciar de forma marcada da cor aqui apresentada. Estas outras variações podem ser observadas através da inspecção a insígnias ou bandeiras das outras forças aéreas.